# Lycaena albacaudata
Lycaena albacaudata är en fjärilsart som beskrevs av Tutt 1906. Lycaena albacaudata ingår i släktet Lycaena och familjen juvelvingar. Inga underarter finns listade i Catalogue of Life.